# اوکاون (آرکانزاس)
اوکاون (آرکانزاس) (به انگلیسی: Oakhaven, Arkansas) یک شهر در ایالات متحده آمریکا با جمعیت ۶۳ نفر است که در آرکانزاس واقع شده‌است.

## موقعیت جغرافیایی
موقعیت جغرافیایی شهرها و مناطق اطراف به شرح زیر است: